# Nocturnal Animals
Nocturnal Animals (engl. für „nachtaktive Tiere“) ist ein US-amerikanischer Thriller von Tom Ford aus dem Jahr 2016, basierend auf dem Roman Tony & Susan des Autors Austin Wright aus dem Jahr 1993. Die Hauptrollen spielen Jake Gyllenhaal, Amy Adams, Michael Shannon und Aaron Taylor-Johnson. 
Der Film feierte seine Premiere am 2. September 2016 in Venedig und kam am 22. Dezember 2016 in die deutschen Kinos. 
Nach A Single Man aus dem Jahr 2009 ist dies die zweite Regiearbeit von Ford, welcher sonst als Modedesigner tätig ist.  

## Handlung
Realität
Susan Morrow ist eine wohlhabende Galeriebesitzerin, allerdings ist sie unglücklich mit ihrem untreuen zweiten Ehemann Hutton verheiratet und auch sonst besteht ihr Leben nur aus Oberflächlichkeiten. Eines Tages erhält sie von ihrem Ex-Ehemann Edward Sheffield, einem Schriftsteller, den sie seit Jahren nicht mehr gesehen hat, das Manuskript seines bald erscheinenden Romans mit dem Titel Nocturnal Animals, welchen er ihr gewidmet hat. 
Roman
Der Familienvater Tony Hastings ist nachts mit seiner Frau Laura und seiner Teenager-Tochter India im Auto auf einem abgelegenen Highway in Texas unterwegs, als sie plötzlich aggressiv von einem anderen Auto von der Straße gedrängt werden. Auf dem Seitenstreifen zeigen sich die Insassen des Autos – drei junge Männer, Ray, Lou und Turk –, welche sich schnell aufdringlich gegenüber Laura und India zeigen. Gerade Ray, welcher offensichtlich der Anführer der Truppe ist, macht mehrere stark anzügliche Bemerkungen gegenüber den beiden Frauen und stellt überdies Tonys Männlichkeit in Frage. 
Nach einer Weile entführen Ray und Turk Laura und India im Auto der Familie, während Tony gezwungen wird, mit Lou in deren Wagen bis an das Ende einer Wüstenpiste zu fahren, wo Lou den Familienvater aussetzt. Als Ray und Lou kurze Zeit später nach Tony suchen, versteckt er sich und schleppt sich später bis zu einem Haus, von wo aus er die Polizei ruft. Zusammen mit Bobby Andes, dem ermittelnden Polizisten, finden sie die nackten Leichen der beiden Frauen bei einem nahe gelegenen Trailer. Sie wurden vergewaltigt und dann erstickt bzw. erschlagen. 
Ein Jahr später ist Tony immer noch von Schuldgefühlen geplagt, dass er seine Frau und seine Tochter nicht retten konnte, als er von Andes kontaktiert wird. Bei einem Überfall wurde Lou festgenommen, welcher auf Tonys Beschreibung passt und Tony wird gebeten, ihn zu identifizieren, was er auch tut. Da Turk beim gleichen Überfall ums Leben gekommen ist, bleibt nur noch Ray, der dritte im Bunde übrig. Auch ihn nimmt Andes wegen des Mordes an Laura und India fest, allerdings muss er mangels an Beweisen bald freigelassen werden. Doch Andes, welcher an Lungenkrebs erkrankt ist und nicht mehr lange zu leben hat, hegt Sympathien für Tony und beschließt, ihm zu helfen, Selbstjustiz zu verüben. 
Andes und Tony bringen die beiden zum Verhör in eine abgelegene Hütte, wo er Tony die Möglichkeit gibt, Ray und Lou zu erschießen. Tony kann sich jedoch zunächst nicht überwinden, sie zu töten, und als Andes sich aufgrund seiner Krankheit plötzlich übergeben muss und die beiden loslässt, nutzen Ray und Lou die Gelegenheit zu fliehen. Lou kann jedoch von Andes beim Wegrennen erschossen werden, während Ray die Flucht gelingt. Die beiden trennen sich, um Ray zu suchen. 
Tony findet Ray schließlich in den Baracke, wo Laura und India getötet wurden. Er erschießt Ray, nachdem dieser die Taten gestanden hat. Der angeschossene Ray schafft es jedoch noch, Tony mit einem Schürhaken niederzustrecken. Als Tony erwacht, ist er durch die Kopfverletzungen erblindet. Als er aus der Hütte humpelt, stürzt er und schießt sich mit seiner Waffe versehentlich selbst an und stirbt an seinen Verletzungen. 
Realität (Fortsetzung)
Susan ist schockiert von der Gewalt im Roman und denkt daran zurück, wie sie Edward kennengelernt und ihn gegen die Einwände ihrer Mutter geheiratet hatte, die Edward für schwach und ohne Ehrgeiz hält. Nachdem sie erfährt, dass ihr jetziger Mann Hutton fremdgeht, liest sie das Manuskript weiter und erinnert sich an die Ehe mit Edward, die von seinem ausbleibenden Erfolg als Schriftsteller und ihren Zweifeln an ihm und seinen Werken gekennzeichnet war. Nachdem sie Edward mit Hutton betrogen hatte, ließ sie sich scheiden, um Hutton zu heiraten. Edward brach den Kontakt mit ihr ab, als er erfuhr, dass sie heimlich das gemeinsame Kind abgetrieben hatte.
Susan glaubt, dass der Roman Edwards Schmerzen während der Trennung beschreibt und er ihr gleichzeitig beweisen möchte, dass er in der Lage ist, einen erfolgreichen Roman zu verfassen. Daraufhin kontaktiert sie Edward und vereinbart ein Treffen mit ihm. Sie wartet lange in einem Restaurant auf Edward, bis ihr klar wird, dass er nicht kommen wird.

## Hintergrund

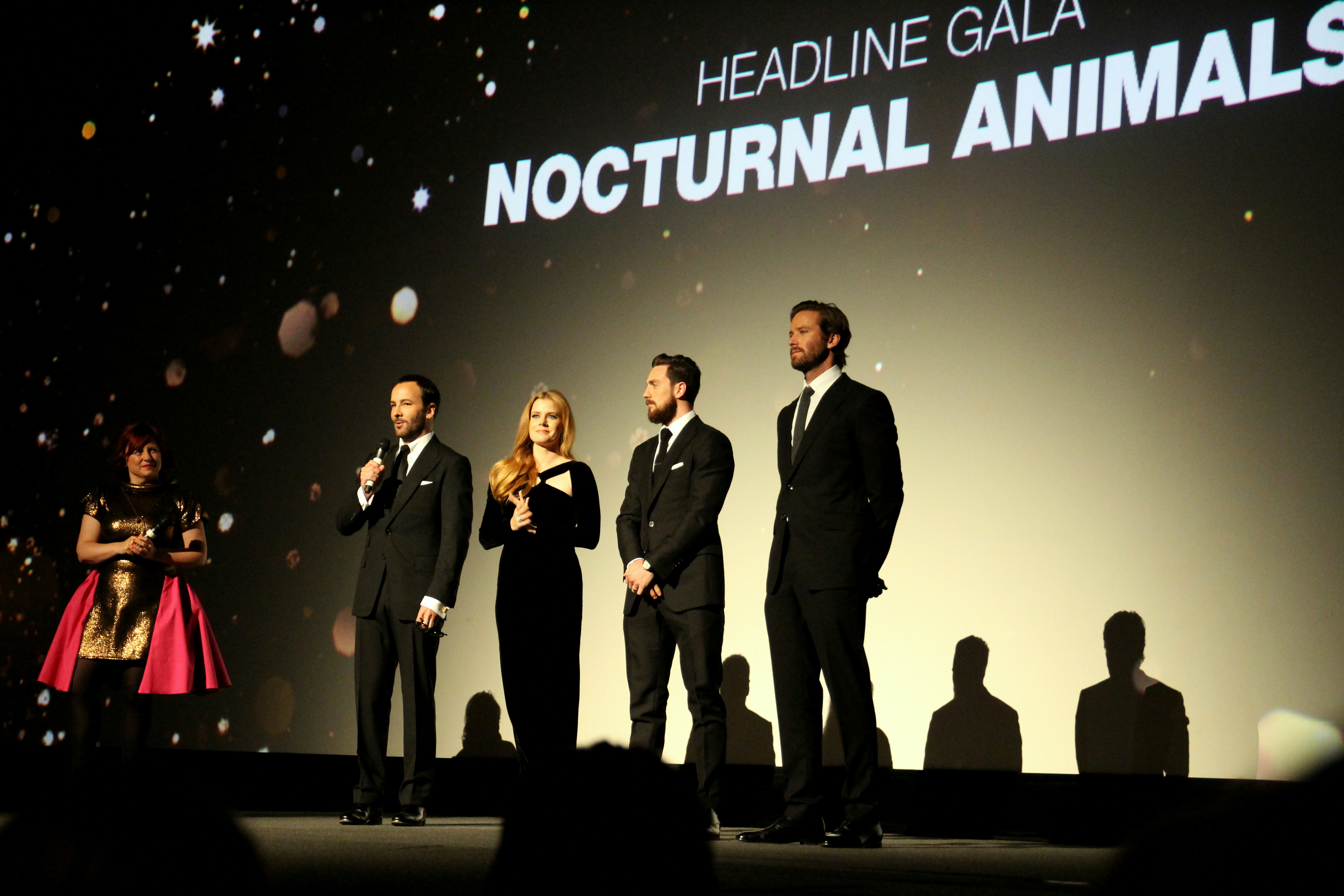
V. l. n. r.: Tom Ford, Amy Adams, Aaron Taylor-Johnson, Armie Hammer

Im März 2015 wurde erstmals bekannt, dass der Roman Tony & Susan von Austin Wright verfilmt werden würde. Damals wurden George Clooney und Grant Heslov mit ihrem Unternehmen Smoke House Pictures als Produzenten genannt. Tom Ford stand bereits als Drehbuchautor und Regisseur fest. Einen Tag später wurde Jake Gyllenhaal für eine der Hauptrollen im Film verpflichtet.
Die Dreharbeiten zum Film liefen vom 5. Oktober 2015 bis zum 5. Dezember 2015 in Los Angeles.
Das Haus, in dem die Filmeheleute Susan und Hutton leben, steht in Malibu und wurde von dem Architekten Scott Mitchell entworfen. Susans Lebenswelt sollte kalt und hart erscheinen, Isolation und Entfremdung waren nach Shane Valentino, Produktdesigner für Fords Film, die Hauptthemen für die Gestaltung ihrer Umgebung. Große Glasflächen, Beton und harte Materialien, wie sie kennzeichnend sind für ihr Zuhause, stellten diese Atmosphäre her, so Valentino. Ebenso riesige Räume und lange Korridore, die ihre Figur winzig wirken lassen, oder auch gefangen in dieser Welt.
In Susans Leben als Kunstgaleriebesitzerin zeigt der Film des Weiteren verschiedene real existierende moderne und zeitgenössische Kunstwerke, darunter einen Balloon Dog (silber) von Jeff Koons, Damien Hirsts Saint Sebastian, Exquisite Pain, Richard Misrachs Fotografie Desert Fire #153 aus der Reihe Desert Cantos, John Currins Nude in a convex mirror, sowie Bilder von Robert Motherwell und Mark Bradford.
Der Film wird in den Vereinigten Staaten von Focus Features vertrieben. Die Rechte kosteten Focus 20 Millionen US-Dollar, was die Vertriebsrechte zu Nocturnal Animals mit zu den teuersten der letzten Jahre macht.
Premiere feierte Nocturnal Animals bei den Internationalen Filmfestspielen von Venedig am 2. September 2016. Zudem wurde der Film am 9. September 2016 beim 41. Toronto International Film Festival gezeigt. In Deutschland kam er am 22. Dezember 2016 in die Kinos.

## Synchronisation
Die deutsche Vertonung übernahm die RC Production Kunze & Wunder in Berlin. Klaus Bickert schrieb das Dialogbuch, Katrin Fröhlich führte die Dialogregie und sprach zudem die Figur Anne Sutton.
| Rolle                          | Schauspieler              | Synchronsprecher     |
| ------------------------------ | ------------------------- | -------------------- |
| Susan Morrow                   | Amy Adams                 | Giuliana Jakobeit    |
| Edward Sheffield/Tony Hastings | Jake Gyllenhaal           | Marius Clarén        |
| Detective Bobby Andes          | Michael Shannon           | Oliver Stritzel      |
| Ray Marcus                     | Aaron Taylor-Johnson      | Alexander Doering    |
| Laura Hastings                 | Isla Fisher               | Maria Koschny        |
| Lou Bates                      | Karl Glusman              | Patrick Roche        |
| Hutton Morrow                  | Armie Hammer              | Sascha Rotermund     |
| Anne Sutton                    | Laura Linney              | Katrin Fröhlich      |
| Alessia Holt                   | Andrea Riseborough        | Anna Grisebach       |
| Carlos Holt                    | Michael Sheen             | Marcus Off           |
| India Hastings                 | Ellie Bamber              | Kristina Tietz       |
| Steve „Turk“ Adams             | Robert Aramayo            | Roman Wolko          |
| Samantha Morrow                | India Menuez              | Maria Hönig          |
| Samantha van Helsing           | Kristin Bauer van Straten | Meike Finck          |
| Sage Ross                      | Jena Malone               | Anna Carlsson        |
| Alex                           | Zawe Ashton               | Friederike Walke     |
| Lieutenant Graves              | Graham Beckel             | Reinhard Scheunemann |
| Chloe                          | Imogen Waterhouse         | Laurine Betz         |
| Christopher                    | Neil Jackson              | Timmo Niesner        |

## Altersfreigabe
Der Film erhielt in Deutschland und Österreich eine Altersfreigabe ab 16 Jahren. Die Jugendmedienkommission sah insbesondere die Inszenierung der Entführung als „jugendschutzrelevant“ an. Die Darstellung der übergewichtigen Frauen zu Beginn wurde zum Teil als „entwürdigend“ wahrgenommen. Zudem wird von der Kommission der Umstand, dass „ein Polizist am Rechtssystem zweifelt, Selbstjustiz als Lösungsstrategie anbietet und dies vom Protagonisten auch angenommen wird“, als „höchst problematisch und desorientierend“ angesehen. Das Thema Rache werde „auf oft verstörende Art“ ausgereizt. Die FSK bescheinigte dem Film lediglich „einige dramatische Spannungsszenen […], die von Jugendlichen ab 16 Jahren aber verarbeitet werden können“. Letztere seien auch in der Lage, „die am Ende ausgeübte Selbstjustiz in den Kontext der verschachtelten und symbolschwangeren Gesamthandlung einzuordnen und kritisch zu hinterfragen“. Eine „nachhaltige Irritation oder eine sozialethische Desorientierung“ sei nicht zu befürchten.

## Kritik

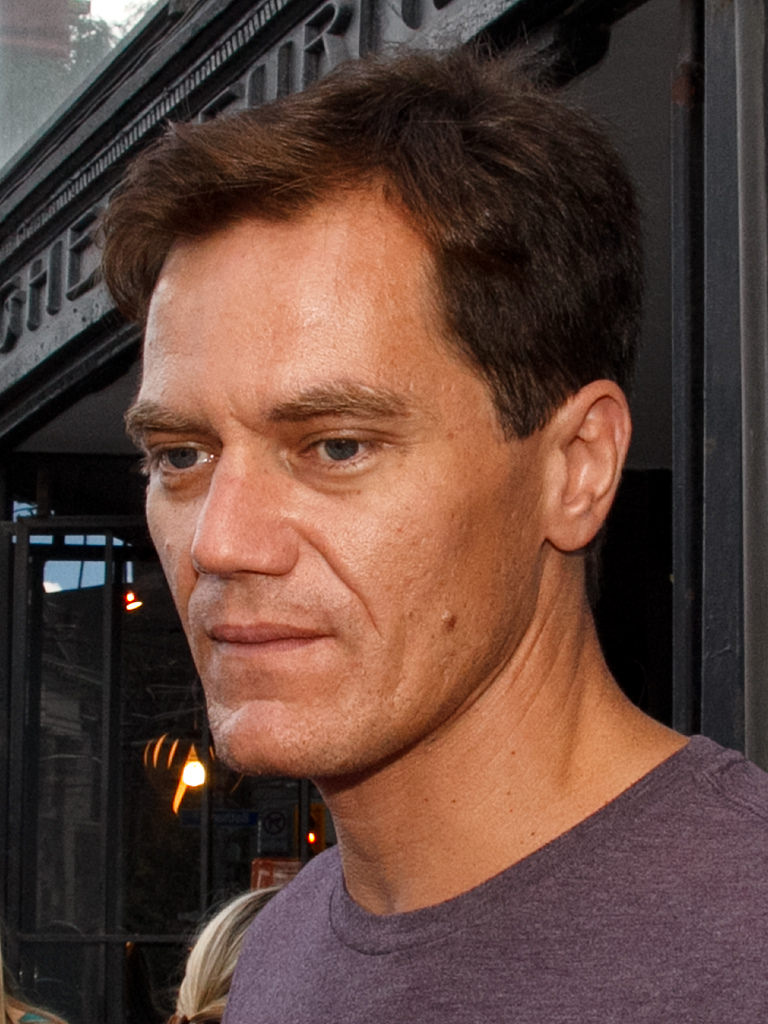
Michael Shannon beim Toronto International Film Festival 2016

Die deutsche Filmzeitschrift epd Film bewertete den Film mit vier von fünf Sternen und lobte die Art und Weise, in der der Regisseur das Spannungsverhältnis zwischen den beiden Erzählebenen aufrechterhalte, als raffiniert.
Auch Christoph Schröder bezeichnet Nocturnal Animals in seiner Kritik in der Zeit als „unglaublich spannend“ und lobt die komplex-irritierende, höchst geschickte Verzahnung der unterschiedlichen Bewusstseinsspuren, die in dem Film ablaufen. In einer grell überzeichneten Ästhetik und in zum Teil pompösen Bildern, die vor allem in der weiten texanische Landschaft hervorträten, inszeniere Tom Ford „ein Spiegelkabinett aus Motiven und Verweisen, zwischen Kunst und Wirklichkeit, zwischen Traum, Erinnerung und Realität“. Neben der Bildmacht des Films rühmt er ebenso die darstellerischen Leistungen insbesondere von Aaron Taylor-Johnson als sadistischem und sardonisch grinsendem Bösewicht Ray Marcus und Michael Shannon als texanischem Sheriff, der am Ende nichts mehr zu verlieren habe.
Lukas Stern kritisiert dagegen in seiner Rezension des Films im Spiegel, dass die drei verschiedenen Ebenen des Films, die allesamt letztlich auf Susan zurückgehen und sich aus ihrer Perspektive entwerfen würden, trotz des Zusammenhangs, in dem sie stünden oder stehen sollten, nicht wirklich ineinandergriffen, was darauf zurückzuführen sei, dass der Film seine Protagonistin gar nicht leiden könne. Eine interessantere engere Verflechtung der unterschiedlichen Handlungsebenen hätte laut Lukas Stern mehr Subjektivität bedeutet, die Ford jedoch nicht gebrauchen könne.
Noch wesentlich kritischer wird der Film von dem Feuilletonisten und Schriftsteller Peter Praschl in seiner Kritik in der Welt beurteilt. Praschl findet,
Ford überhebe sich in Nocturnal Animals mit seiner „Tragödie einer erkalteten amerikanischen Ehe“. Als Regisseur suggeriere er mit jeder Einstellung, dass er dem Zuschauer etwas zu sagen habe; die eigentliche Aussage und Bedeutung des Films bleibe jedoch verschwommen und nebulös. Alles in diesem Film sei „zum Heulen“; ironisch schließt Praschl davon nur die Stripperinnen am Anfang aus, die so fett und schwabbelig seien, dass beim Tanzen auf ihren Bäuchen zweite Bäuche tanzten. Niemand zwinge einen jedoch dazu, „sie in einer Theorie einzusargen, in der sie ganz toll viel Bedeutung annehmen“.
Ähnlich negativ sieht die Süddeutsche Zeitung die Regieleistung von Tom Ford in Nocturnal Animals. Ford versuche in seinem Film die sadomasochistische Lust am Voyeurismus zu sezieren und mit Sex und Blut seine Zuschauer gleichzeitig abzustoßen und zu erregen, ebenso wie seine Protagonistin gleichzeitig abgestoßen und erregt von ihrer Lektüre sei. Das grundlegende Problem dieses Mystery-Thrillers sei es jedoch, dass der Regisseur Tom Ford leider nie am Modedesigner Tom Ford vorbeikomme und sich damit selbst ein Bein stelle. Im Unterschied etwa zu den Filmproduktionen von David Lynch, dessen Werke sorgfältig konstruierte Albtraumlabyrinthe seien, liefere Ford „eher eine Aneinanderreihung von Fotoshooting-Sessions für Hochglanzmagazine“. Während bei Lynch hinter der erotischen Oberfläche immer die „Fäulnis und das sublimierte Grauen“ lauern würden, biete Ford einzig eine weitere erotische Oberfläche.
Demgegenüber rühmt Hartwig Tegeler in seiner Kritik des Films im Deutschlandfunk sowohl die Regiearbeit von Tom Ford als auch die schauspielerischen Leistungen der Hauptdarsteller. Der Regisseur lasse seine Protagonisten in zwei Welten, der Künstlergemeinde in Los Angeles und der sonnenverbrannten texanischen Wüste, agieren, die nicht weiter voneinander entfernt liegen könnten. Es bleibe in dem Film bis zuletzt spannend, welche der beiden dargebotenen Geschichten real und welche Fantasie sei. Das Wunderbare an Fords Film sei es gerade, dass er auf seinem Geheimnis beharre. Auch aufgrund der Besetzung der Hauptrollen mit der grandios agierenden Amy Adams und dem nicht minder großartig spielenden Jake Gyllenhaal stelle Nocturnal Animals für das Publikum ein großes „Kino-Geschenk“ dar.

## Auszeichnungen (Auswahl)
Der Film gewann bei den Internationalen Filmfestspielen von Venedig mit dem Großen Preis der Jury die zweitwichtigste Auszeichnung im Wettbewerb. In Deutschland erhielt er den Preis der Frankfurter Buchmesse für die beste internationale Literaturverfilmung 2016. 2017 folgten drei Nominierungen für die Golden Globe Awards (Beste Regie, Bester Nebendarsteller – Taylor-Johnson, Bestes Drehbuch). Taylor-Johnson erhielt dabei die Auszeichnung. Ebenfalls 2017 wurde Michael Shannon für den Oscar als Bester Nebendarsteller nominiert.
Die Deutsche Film- und Medienbewertung (FBW) in Wiesbaden verlieh dem Film das Prädikat „besonders wertvoll“.